# Iranada secunda
Iranada secunda là một loài bướm đêm trong họ Noctuidae.